# شاهد خبير

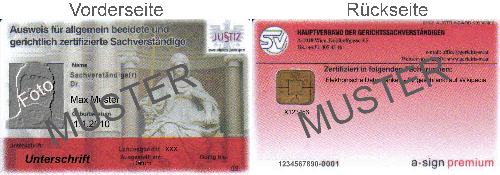

الشاهد الخبير أو الخبير المعاين (بالإنجليزية: expert witness)‏، في إنجلترا وويلز والولايات المتحدة، هو شخص يُعتبر رأيه مقبول بشكل افتراضي من قبل القاضي، وذلك بحكم التعليم أو التدريب أو الشهادة أو المهارات أو الخبرة التي لديه، باعتبار أنه خبير في المجال الذي يدلي فيه برأيه.